# Estádio Arthur Marinho
O Estádio Municipal Arthur Marinho, ou simplesmente Arthur Marinho, é um estádio de futebol brasileiro localizado na cidade de Corumbá, Mato Grosso do Sul. O estádio é de propriedade da Liga de Esportes de Corumbá e é administrado pela mesma. 
É representante da cidade para os principais eventos futebolísticos regionais. O campo é oficial como determina a FIFA, tendo capacidade para 5 mil pessoas. É o segundo maior estádio de futebol do interior de Mato Grosso do Sul e o terceiro estádio estadual, ficando atrás apenas do Morenão e Douradão respectivamente. 

## Origem
O estádio Arthur Marinho foi inaugurado em 4 de julho de 1941. Em 1961 recebeu as torres de iluminação. Reforma realizada em 1964 construiu arquibancadas de concreto – no lado das cabines de imprensa – para substituir as de madeira, que existiam no local. Em 1977 o estádio tinha 5 mil lugares, 10 mil a menos do que atualmente e a última grande intervenção aconteceu em 1981, quando foram construídos túneis, vestiários e o segundo lance de arquibancadas. Foi palco de grandes jogos no passado, como a vitória do Corumbaense Futebol Clube no campeonato estadual de 1984, além de jogos do Campeonato Brasileiro da 1ª divisão em 1985. Foi palco ainda da Taça de Bronze de 1981 e do Módulo Azul da segunda divisão do Campeonato Brasileiro de 1987.
Em dezembro de 2007 o estádio passa a ser administrado pela prefeitura do município e em 2010 passou por uma reforma completa: as arquibancadas todas do lado coberto foram colocadas cadeiras para melhor acomodar sua torcida. O estádio foi o primeiro de MS e é um dos poucos estádios do Centro-Oeste e do Brasil a ter um carrinho de pronto-atendimento médico.

### Goleada histórica
Em 15 de setembro de 2012 o Corumbaense jogou contra o Coxim no Arthur Marinho, onde o Carijó da Avenida dominou a partida e acabou vencendo o jogo com uma goleada histórica de 23 a 1, com grande atuação do atacante Amarildo, sendo esta a segunda maior goleada da história do Brasil em torneios oficiais, só perdendo para o torneio Botafogo 24 a 0 Mangueira, pelo Campeonato Carioca de 1909. 

## Infraestrutura
O estádio foi revitalizado recentemente, sendo feitas amplas melhorias dado condições para a realização dos principais eventos futebolisticos. Atualmente possui uma das melhores infraestruturas de todo o Mato Grosso do Sul, que inclui:
- Banheiros para torcedores (2 masculinos e 2 femininos);
- Banheiros para a imprensa.
- 1 vestiário para os árbitros;
- 8 cabines para rádio e TV;
- Bares;
- Salas destinadas a entidades esportivas;
- Torres com refletores para jogos noturnos;
- Arquibancadas cobertas;
- Placar eletrônico;
- Gramado com sistema de irrigação automatizado;

## Palco cultural
O estádio abriga projetos sociais que são desenvolvidos para comunidades de baixa renda, com a realização de cursos de capacitação, palestras e formação esportiva das crianças e jovens corumbaenses por meio de escolinhas.
O estádio é o único do Mato Grosso do Sul em que a torcida é presente. Na final do Campeonato Estadual da Série B, o público foi de quase 5 mil pessoas. Além de campeonatos municipais e estaduais, o Arthur Marinho é local de grandes shows nacionais, como Cláudia Leite, Luan Santana, Jorge e Mateus, Michel Teló, Thiaguinho, Turma do Pagode, etc. Em 2013, o estádio foi o local de ensaio da Dança da Galera, um quadro do programa Domingão do Faustão, da Rede Globo, onde Corumbá representou o Mato Grosso do Sul e o Centro Oeste em uma competição de dança, ficando apenas com o empate, com Bento Gonçalves (RS).